# Ametroides kibonotensis
Ametroides kibonotensis är en insektsart som först beskrevs av Sjöstedt 1909.  Ametroides kibonotensis ingår i släktet Ametroides och familjen Gryllacrididae. Inga underarter finns listade i Catalogue of Life.